# Saint-Sauveur (Oise)
Saint-Sauveur – miejscowość i gmina we Francji, w regionie Hauts-de-France, w departamencie Oise.
Według danych na rok 1990 gminę zamieszkiwało 1649 osób, a gęstość zaludnienia wynosiła 100 osób/km² (wśród 2293 gmin Pikardii Saint-Sauveur plasuje się na 163. miejscu pod względem liczby ludności, natomiast pod względem powierzchni na miejscu 153.).